# Земблево
Земблево (пол. Zęblewo, нім. Zemblau) — село в Польщі, у гміні Шемуд Вейгеровського повіту Поморського воєводства.
Населення — 308 осіб (2011).
У 1975-1998 роках село належало до Гданського воєводства.

## Демографія
Демографічна структура станом на 31 березня 2011 року:
|          | Загалом | Допрацездатний вік | Працездатний вік | Постпрацездатний вік |
| -------- | ------- | ------------------ | ---------------- | -------------------- |
| Чоловіки | 171     | 45                 | 110              | 16                   |
| Жінки    | 137     | 34                 | 76               | 27                   |
| Разом    | 308     | 79                 | 186              | 43                   |